# Калъчев мост
Калъчев мост е сводест каменен мост в Копривщица, свързващ двата бряга на Бяла река.
Изграден е през 1813 г. Построен е с иждивението (разноски, разходи) на хаджи Найден Калъчев, дал името му. Годината и името на дарителя са изписани върху една от двете каменни плочи, които се издигат от двете страни на моста. На другата плоча пише, че век по-късно – през 1913 г., правнукът на хаджи Найден Калъчев – Петър Г. Калъчев, го обновява.
На 20 април 1876 г. (стар стил) на Калъчевия мост (мост на „Първата пушка“) Георги Тиханек произвежда първия изстрел, който слага началото на Априлското въстание за освобождаването на България.
Мостът се намира на кръстопътя на улиците „Първа пушка“, „Димчо Дебелянов“, „Никола Беловеждов“, „Тумангелова чета“ и път „Райна Кацарова“.

## Памет
Непосредствено до моста е издигнат барелеф в памет на обявяването на Априлското въстание, изработен от архитект Анастас Дудулов през 1928 г. На барелефа са издълбани имената на участниците в отряда на Георги Тиханек, както и текст в прослава на събитията от 1876 г.

## Галерия
- Ктиторският надпис на хаджи Найден Калъчев
- Ктиторският надпис на Петър Калъчев
- Барелеф в памет на обявяването на Априлското въстание
- Чалъков мост, разположен в съседство
- Улица „Първа пушка“ с Калъчев мост и Бозова къща

## Петър Калъчев
Напуснали Копривщица през 1898 г., децата на хаджи Найден Калъчев, семейство Петър и Поликсена Калъчеви построяват през 1912 г. и къща на ъгъла на „Оборище“ и „Васил Априлов“.